# أرنولد وارد
أرنولد وارد (1876 - 1950) (بالإنجليزية: Arnold Ward)‏ هو سياسي ولاعب كريكت بريطاني (وحمل سابقاً جنسية المملكة المتحدة لبريطانيا العظمى وأيرلندا).